# Rhynchospora brachychaeta
Rhynchospora brachychaeta är en halvgräsart som beskrevs av Charles Wright. Rhynchospora brachychaeta ingår i släktet småag, och familjen halvgräs. Inga underarter finns listade i Catalogue of Life.